# Ниеминен, Тони
Тони Маркус Ние́минен (фин. Toni Markus Nieminen; 31 мая 1975, Лахти) — бывший финский прыгун с трамплина, двукратный олимпийский чемпион, обладатель Кубка мира. Участник двух Олимпиад. Делит с американским бобслеистом Билли Фиском рекорд в истории зимних Олимпийских игр как самый юный чемпион-мужчина (16 лет и 259 дней).

## Карьера
В Кубке мира Ниеминен дебютировал в 1991 году, еще будучи школьником. На дебютном домашнем этапе, который проходил в Лахти финн показал 48-й результат и больше в сезоне 1990/91 не выступал.
Олимпийский сезон 1991/92 оказался для шестнадцатилетнего финна самым удачным в карьере. Уже в первом старте сезона, который проходил в Канаде он одержал сенсационную победу. На Турне четырёх трамплинов Ниеминен одержал три победы и стал вторым в Гармиш-Партенкирхене, что принесло ему итоговую победу в зачёте Турне. Всего в сезоне финн одержал восемь побед и стал обладателем Кубка мира.
На Олимпиаде в Альбервиле Ниеминен стал одним из главных героев. В соревновании на нормальном трамплине от был вторым после первого прыжка, но не смог удержать свою позицию и стал бронзовым призёром. Несколько дней спустя, уже на большом трамплине, Ниеминен показал абсолютно лучшие прыжки в обеих попытках и стал олимпийским чемпионом. В командном турнире финская сборная, в состав которой помимо Ниеминена входили Ари-Пекка Никкола, Мика Лайтинен и Ристо Лаакконен, также завоевали золотые медали. По итогам 1992 года Ниеминен был признан в Финляндии спортсменом года. 
После триумфального олимпийского сезона Ниеминен не смог удержат высокий уровень своих выступлений. Уже в сезоне 1992/93 он занял в общем зачёте только 50-е место. В том же сезоне на чемпионате мира в Фалуне показал лучший результат на мировых первенствах в карьере — 5 место на нормальном трамплине и шестое в командном турнире.
17 марта 1994 года в словенской Планице официально стал первым прыгуном, преодолевшим двухсотметровую отметку, прыгнув на 203 метра. Мировым рекордсменом финн оставался лишь сутки, пока его результат не превзошёл норвежец Эспен Бредесен.
Конец 1990-х для Ниеминена ознаменовался борьбой за попадание в состав финской сборной, где уже выступали знаменитые Янне Ахонен и Матти Хаутамяки.
В 2002 году Ниеминен попал на свою вторую Олимпиаду и был удостоен чести нести финский флаг на церемонии открытия. Он выступал только на нормальном трамплине и занял там 16-е место.
Завершил карьеру в 2004 году, работал тренером финской молодёжной сборной, был комментатором на финском телевидении. 
В январе 2016 года Ниеминен возобновил свою карьеру и показал семнадцатый результат на чемпионате страны. 